# Integer
Integer, ofta förkortat int, är en datatyp som representerar heltal inom programmering. Natural och Positive är två undertyper representerande naturliga tal, respektive positiva tal. Integer-typen används till exempel ofta för räknarvariabler i repetitionsuttryck. Värdet som kan återges av datatypen beror på antalet bitar den omfattar, med 16 bitar kan tal mellan -32768 och +32767 återges, med 32 bitar intervallet -2147483648 till +2147483647.